# Robert Moser (Skispringer)
Robert Moser (* 1977) ist ein ehemaliger österreichischer Skispringer und heutiger Skisprungfunktionär.

## Werdegang
Moser trat beim Skisprung-Grand-Prix 1994 erstmals international in Erscheinung. Er landete gemeinsam mit Noriaki Kasai auf Rang 25, was seine beste Weltcup-Platzierung bedeutete. Auf Anhieb erreichte er in den vier Springen 181 Punkte und am Ende gemeinsam mit dem Finnen Toni Nieminen den 46. Platz der Gesamtwertung. Ab 1995 startete er im Skisprung-Continental-Cup. Dabei erreichte er in der Saison 1995/96 jedoch nur fünf Punkte und landete damit abgeschlagen auf dem 127. Platz der Gesamtwertung. Auch in der Saison 1997/98 kam er über diesen Platz nicht hinaus und erreichte nur 48 Punkte, was aber sein bestes Saisonergebnis der Karriere war. Beim Schifliegen am Kulm stellte er mit 192,5 Meter einen neuen Kärntner Rekord auf. In der folgenden und seiner letzten Saison 1998/99 erreichte er mit erneut nur 26 Punkten den 127. Platz.
Nach seiner aktiven Karriere wurde Moser Skisprungtrainer und betätigt sich aktiv in der Nachwuchsförderung in Wien und Villach und als Leiter Öffentlichkeitsarbeit und Organisation beim Landesskiverband Kärnten.
Robert Mosers Bruder Christian war ebenfalls erfolgreicher Skispringer.

## Erfolge

### Grand-Prix-Platzierungen
| Saison | Platz | Punkte |
| ------ | ----- | ------ |
| 1994   | 46.   | 181    |

### Continental-Cup-Platzierungen
| Saison  | Platz | Punkte |
| ------- | ----- | ------ |
| 1995/96 | 127.  | 05     |
| 1997/98 | 127.  | 48     |
| 1998/99 | 127.  | 26     |